# Вен Вінітскі
Вен Вінітскі (англ. Van Winitsky; нар. 12 березня 1959) — колишній американський тенісист.
Найвищу одиночну позицію світового рейтингу — 35 місце досяг 8 лютого 1982, парну — 7 місце — 10 жовтня 1983 року.
Здобув 3 одиночні та 9 парних титулів.
Найвищим досягненням на турнірах Великого шолома був фінал в парному розряді.
Завершив кар'єру 1985 року.

## Фінали за кар'єру

### Парний розряд (11–9)
| Результат | Ранг | Дата | Турнір                                     | Покриття   | Партнер                    | Суперники                          | Рахунок       |
| --------- | ---- | ---- | ------------------------------------------ | ---------- | -------------------------- | ---------------------------------- | ------------- |
| Перемога  | 1.   | 1978 | Талса, США                                 | Тверде (i) | Расселл Сімпсон (тенісист) | Карлус Кірмайр Рікардо Ікаса       | 4–6, 7–6, 6–2 |
| Перемога  | 2.   | 1978 | Норт-Конвей, США                           | Ґрунт      | Робін Дрісдейл             | Майк Фішбах Бернард Міттон         | 4–6, 7–6, 6–3 |
| Поразка   | 1.   | 1978 | Бостон, США                                | Ґрунт      | Гайнц Ґюнтгардт            | Віктор Печчі Балаж Тароці          | 3–6, 6–3, 1–6 |
| Поразка   | 2.   | 1978 | Гартфорд (Коннектикут), США                | Килим      | Марк Едмондсон             | Джон Макінрой Білл Мейз            | 3–6, 6–3, 5–7 |
| Перемога  | 3.   | 1978 | Буенос-Айрес, Аргентина                    | Ґрунт      | Кріс Льюїс                 | Хосе Луїс Клерк Белус Прахокс      | 6–4, 3–6, 6–0 |
| Поразка   | 3.   | 1980 | Талса, США                                 | Тверде (i) | Франсіско Гонсалес         | Роберт Лутц Дік Стоктон (тенісист) | 6–2, 6–7, 2–6 |
| Поразка   | 4.   | 1980 | Саут-Орандж, США                           | Ґрунт      | Фріц Бунінг                | Білл Мейз Джон Макінрой            | 6–7, 4–6      |
| Перемога  | 4.   | 1981 | Washington Open, США                       | Ґрунт      | Рауль Рамірес              | Павел Сложил Ферді Тейган          | 5–7, 7–6, 7–6 |
| Поразка   | 5.   | 1981 | Індіанаполіс, США                          | Ґрунт      | Рауль Рамірес              | Кевін Каррен Стів Дентон           | 3–6, 7–5, 5–7 |
| Перемога  | 5.   | 1981 | Клівленд, США                              | Тверде     | Ерік ван Діллен            | Сід Болл Росс Кейс                 | 6–4, 5–7, 7–5 |
| Перемога  | 6.   | 1981 | Тель-Авів, Ізраїль                         | Тверде     | Стів Мейстер               | Джон Фівер Стів Крулевітс          | 3–6, 6–3, 6–3 |
| Поразка   | 6.   | 1981 | Бангкок, Таїланд                           | Килим      | Ллойд Бурн                 | Джон Остін (тенісист) Майк Кейгілл | 3–6, 6–7      |
| Поразка   | 7.   | 1982 | Лас-Вегас, США                             | Тверде     | Карлус Кірмайр             | Шервуд Стюарт Ферді Тейган         | 6–7, 4–6      |
| Поразка   | 8.   | 1982 | Гілтон-Гед-Айленд (Південна Кароліна), США | Ґрунт      | Алан Валдмен               | Марк Едмондсон Род Фролі           | 1–6, 5–7      |
| Перемога  | 7.   | 1982 | Washington Open, США                       | Ґрунт      | Рауль Рамірес              | Ганс Гільдемайстер Андрес Гомес    | 7–5, 7–6      |
| Перемога  | 8.   | 1982 | Саут-Орандж, США                           | Ґрунт      | Рауль Рамірес              | Джей Ділуї Блейн Вілленборг        | 3–6, 6–4, 6–1 |
| Поразка   | 9.   | 1982 | Гонконг                                    | Тверде     | Кім Ворвік                 | Чарлз Базз Строд Морріс Строуд     | 4–6, 6–3, 2–6 |
| Поразка   | 10.  | 1983 | Гуаружа, Бразилія                          | Тверде     | Шломо Глікштейн            | Тім Галліксон Томаш Шмід           | 7–5, 6–7, 3–6 |
| Поразка   | 11.  | 1983 | Відкритий чемпіонат США з тенісу           | Тверде     | Фріц Бунінг                | Пітер Флемінг Джон Макінрой        | 3–6, 4–6, 2–6 |
| Перемога  | 9.   | 1983 | Даллас, США                                | Тверде     | Ндука Одізор               | Стів Дентон Шервуд Стюарт          | 6–3, 7–5      |